# Drigung Chetshang Rinpoche
Drigung Chetsang Rinpoche (tib.: bri gung che tshang rin po che), auch Drikung Kyabgön Chetsang Rinpoche oder kurz Drigung Kyabgon Chetsang usw. ist der Titel eines Linienhalters und eines der beiden Oberhäupter der Drigung-Kagyü-Linie der Kagyü-Tradition des tibetischen Buddhismus aus dem Kloster Drigung Thil im Kreis Meldro Gongkar des Autonomen Gebiets Tibet der Volksrepublik China. Davon zu unterscheiden ist die Drigung-Kagyü-Linie der Drigung Chungtsang Rinpoches (tib.: 'bri gung chung tshang rin po che). Der derzeitige Linienhalter, Seine Heiligkeit Drikung Kyabgön Chetsang Rinpoche (geb. 1946), trägt den Titel seit 1950 und ist meist unter dem Namen Drikung Kyabgön Chetsang bekannt.

## Liste der Chetsang Rinpoches
| Linienhalter | Name                     | Umschrift nach Wylie              | Lebensdaten |
| ------------ | ------------------------ | --------------------------------- | ----------- |
| 1.           | Gyalwang Konchog Rinchen | rgyal dbang dkon mchog rin chen   | 1590–1654   |
| 2.           | Konchog Thrinle Sangpo   | dkon mchog 'phrin las bzang po    | 1656–1718   |
| 3.           | Konchog Tenzin Drodul    | dkon mchog bstan 'dzin 'gro 'dul  | 1724–1766   |
| 4.           | Tenzin Peme Gyaltsen     | bstan 'dzin pad ma'i rgyal mtshan | 1770–1826   |
| 5.           | Konchog Thukje Nyima     | dkon mchog thugs rje nyi ma       | 1828–1885   |
| 6.           | Tenzin Shiwe Lodrö       | bstan 'dzin zhi ba'i blo gros     | 1886–1943   |
| 7.           | Tenzin Thrinle Lhündrub  | bstan 'dzin 'phrin las lhun grub  | 1946–       |